# Municipio de Hawkeye (condado de McKenzie)
El municipio de Hawkeye (en inglés: Hawkeye Township) es un municipio ubicado en el condado de McKenzie en el estado estadounidense de Dakota del Norte. En el año 2010 tenía una población de 49 habitantes y una densidad poblacional de 0,56 personas por km².

## Geografía
El municipio de Hawkeye se encuentra ubicado en las coordenadas 47°59′5″N 102°50′40″O / 47.98472, -102.84444. Según la Oficina del Censo de los Estados Unidos, el municipio tiene una superficie total de 86.92 km², de la cual 86,88 km² corresponden a tierra firme y (0,04 %) 0,04 km² es agua.

## Demografía
Según el censo de 2010, había 49 personas residiendo en el municipio de Hawkeye. La densidad de población era de 0,56 hab./km². De los 49 habitantes, el municipio de Hawkeye estaba compuesto por el 100 % blancos. Del total de la población el 0 % eran hispanos o latinos de cualquier raza.